# Pelle zieht aus (Buch)
Pelle zieht aus (schwedisch Pelle flyttar till Komfusenbo) ist eine Geschichte von Astrid Lindgren.

## Handlung
Pelle ist wütend, sein Vater beschuldigt ihn seinen Füllfederhalter genommen zu haben. Pelle hatte diesen zwar öfters schon genommen, aber jetzt hatte er diesen nicht angerührt. Daher beschließt Pelle in den Schuppen in den Garten zu ziehen. Seine Mutter versucht ihn zu überzeugen bei ihnen zu bleiben. Doch Pelle bleibt standhaft. Er zieht in den Schuppen. Allerdings geht die Zeit dort so langsam vorbei. Pelle möchte so gerne sehen, ob seine Eltern um ihn weinen. Daher geht er unter einem Vorwand in die Wohnung. Er sagt seiner Mutter, dass sie dem Briefträger sagen soll, dass er ausgezogen ist und seine Briefe von nun an zum Schuppen gebracht werden sollen. Seine Mutter verspricht das. Dann sagt sie, dass sie und Pelles Vater ganz schrecklich um ihn weinen werden, wenn er Weihnachten nicht da ist. Pelle bekommt großes Mitleid mit seinen Eltern. Er weint und sagt, dass er seinen Eltern verzeiht. Als sein Vater von der Arbeit kommt und fragt, wo sein kleiner Pelle ist, schreit Pelle hier und wirft sich seinem Vater in die Arme.

## Entstehungsgeschichte
Auch Astrid Lindgren riss einmal als kleines Kind von zuhause aus. Diese Erfahrung verarbeitete sie in der Geschichte.
Sie berichtete später folgendes darüber:
„Soweit ich mich erinnern kann, habe ich meiner Mutter nur ein einziges Mal widersetzt. Ich war ziemlich klein, drei oder vier Jahre alt, als ich mich eines Tages über meine Mutter ärgerte und beschloss, zum Klohäuschen auszureißen. Besonders lange werde ich wohl nicht weggeblieben sein, aber als ich wieder hereinkam, hatten meine Geschwister Bonbons bekommen. Das fand ich so ungerecht, dass ich vor Wut nach meiner Mutter trat. Doch da wurde ich in die Stube geführt, und da gab es Haue…“
Ein anderes Mal erklärte sie:
„Im Alter von ungefähr fünf Jahren beschloss ich, genau wie Pelle, aufs Örtchen, das draußen auf dem Hof war, zu ziehen. Ich fühlte mich ungerecht behandelt und wollte der Familie eine Lehre erteilen. Ich war überzeugt, alle würden nun laut weinend ankommen und mich bitten, doch um alles in der Welt wieder nach Hause zurückzukehren. Aber niemand kam, und das war schrecklich. Ich war gezwungen, ganz von selbst wieder zurückzukehren, und ich empfand mit Bitternis, dass niemand, niemand in der ganzen Welt mich vermisst hatte. Deshalb handelt Pelles Mutter so verständnisvoll. Damit wollte ich endlich mein fünfjähriges Ich trösten, das bestimmt irgendwo unter den Jahresringen der Seele noch vorhanden ist.“

## Veröffentlichung
Die Geschichte wurde erstmals 1948 in der schwedischen Zeitschrift Barnens egen Jultidning veröffentlicht. Illustriert wurde die Geschichte von Helfrid Selldin. 1950 erschien die Geschichte mit Illustrationen von Ingrid Vang Nyman in der Kurzgeschichtensammlung Kajsa Kavat (1952, deutsch Sammelaugust und andere Kinder). Spätere Ausgaben wurden von Ilon Wikland illustriert. Karl Kurt Peters übersetzte die Geschichte ins Deutsche. 2006  wurde die Geschichte vom Oetingerverlag als einzelnes Erstlesebuch für Kinder in der ersten und zweiten Klasse herausgebracht. Illustriert wurde es von Katrin Engelking. Die Geschichte wurde ebenfalls 2013 als Minibuch, illustriert von Katrin Engelking, herausgebracht. Das Buch wurde auch als Hörbuch von Oetinger Audio auf Kassette veröffentlicht. Verena Vondrak und Hubertus Zorell schrieben Astrid Lindgrens Werk zu einem Kindertheaterstück um.

## Verfilmung
Das Buch wurde unter einem gleichnamigen Titel verfilmt. Die Regie führte Johanna Hald.

## Rezeption
Erlesene Bücher findet, dass eine tolle Geschichte sei. So würden Kinder erkennen, dass sie auch mal böse auf die Eltern sein dürften, wenn sie merken würden, dass sie ungerecht behandelt würden. Mithilfe des Buches könne thematisiert werden, dass Eltern auch einmal Fehler machen. Katrin Engelkings Illustrationen seien „eher süß und niedlich, aber auch sehr frech.“
Lesesommer.de gibt dem Buch drei von fünf Sternen.